# 브룬탈

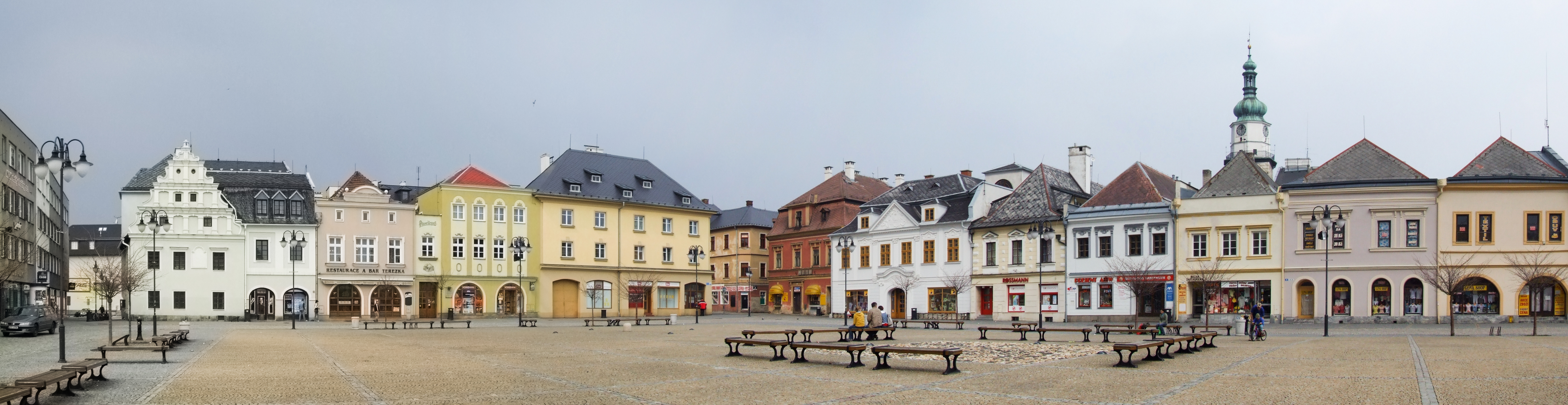
브룬탈 시장 광장

브룬탈(체코어: Bruntál, 독일어: Freudenthal in Schlesien 프로이덴탈인슐레지엔[*], 폴란드어: Bruntal 브룬탈[*], 라틴어: Vallis Gaudiorum)은 체코 모라바슬레스코 주에 위치한 도시로 면적은
29.34km2, 높이는 409m, 인구는 16,784명(2014년 12월 31일 기준), 인구 밀도는 572명/km2이다. 흐루비예세니크 산맥(Hrubý Jeseník)과 니즈키예세니크 산맥(Nízký Jeseník) 사이에 위치한다.
1213년에 체코의 도시로는 최초로 마그데부르크법에 따른 도시 지위를 부여받았으며 1223년에는 보헤미아의 오타카르 1세 국왕이 작성한 헌장에 최초로 등장했다. 중세 시대에는 광업을 통해 크게 발전했다. 1213년부터 1318년까지는 모라바 변경백국, 1269년부터 1377년까지는 오파바 공국의 지배를 받았고 1377년부터 1474년까지는 크르노프 공국의 지배를 받았다.
30년 전쟁 시기에 크게 파괴된 이후에 합스부르크 군주국의 지배를 받았으며 1625년부터는 튜턴 기사단의 영지가 되었다. 1918년 제1차 세계 대전의 종전과 함께 체코슬로바키아에 편입되었다.

시기
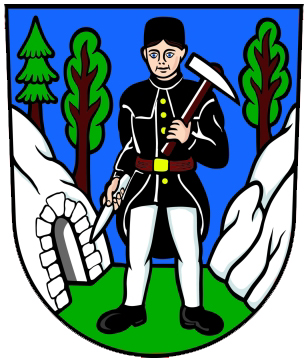
시 문장

## 인구
| 연도           | 인구   | ±%     |
| -------------- | ------ | ------ |
| 1869           | 6,848  | —      |
| 1880           | 7,895  | +15.3% |
| 1890           | 8,219  | +4.1%  |
| 1900           | 8,190  | −0.4%  |
| 1910           | 8,861  | +8.2%  |
| 1921           | 8,597  | −3.0%  |
| 1930           | 10,285 | +19.6% |
| 1950           | 7,623  | −25.9% |
| 1961           | 8,239  | +8.1%  |
| 1970           | 9,686  | +17.6% |
| 1980           | 14,029 | +44.8% |
| 1991           | 16,800 | +19.8% |
| 2001           | 17,627 | +4.9%  |
| 2011           | 16,625 | −5.7%  |
| 2021           | 14,936 | −10.2% |
| 출처: Censuses |        |        |

## 자매 도시
- 독일 뷔딩겐
- 이탈리아 카스텔라라노
- 폴란드 오폴레
- 리투아니아 플룽게
- 슬로바키아 슈투로보